# High and Mighty
High and Mighty je deváté studiové album britské progresivní rockové skupiny Uriah Heep.
„High and Mighty“ je posledním albem skupiny Uriah Heep na kterém účinkoval vokalista a zakládající člen skupiny David Byron, který byl vyhozen za své problémy s alkoholem.
Album nebylo moc dobře přijato, protože bylo experimentem, který vycházel z rockových kořenů a sklouzával do hlavního proudu. Postrádá delší kompozice a písničky s fantazijními náměty jako měla předešlá alba.
John Wetton převzal úlohu zpěváka v písničce One Way Or Another.
Původní vinylové LP mělo jednoduchý obal s texty vytištěnými na vnitřní vložce.

## Seznam stop
1. One Way or Another (Hensley) – 4:37
2. Weep in Silence (Hensley, Wetton) – 5:09
3. Misty Eyes (Hensley) – 4:15
4. Midnight (Hensley) – 5:40
5. Can't Keep a Good Band Down (Hensley) – 3:40
6. Woman of the World (Hensley) – 3:10
7. Footprints in the Snow (Hensley,Wetton) – 3:56
8. Can't Stop Singing – 3:15 (Hensley)
9. Make a Little Love (Hensley) – 3:24
10. Confession (Hensley) – 2:14

## Sestava
- David Byron – zpěv
- John Wetton – baskytara, mellotron, elektrické piano, zpěv
- Lee Kerslake – bicí, perkusní nástroje, zpěv
- Mick Box – kytara
- Ken Hensley – varhany, piano, moog, tubular bells, elektrické piano, kytara, zpěv